# Bürger (Familienname)
Bürger oder  Buerger ist ein Familienname aus dem deutschsprachigen Raum.

## Namensträger

### A
- Albert Bürger (1913–1996), deutscher Feuerwehrmann
- Annekathrin Bürger (* 1937), deutsche Schauspielerin
- Anton Bürger (1876–nach 1925), deutscher Opernsänger

### B
- Björn Bürger (* 1985), deutscher Opern- und Konzertsänger

### C
- Carolin Bürger (* 1988), deutsche Wasserspringerin
- Christa Bürger (* 1935), deutsche Germanistin
- Christian Bürger (1621–1677), deutscher Mediziner und Hofarzt

### E
- Eduard Bürger (1920–2020), deutscher Richter
- Elise Bürger (1769–1833), deutsche Schauspielerin
- Emeliana Bürger (1907–1944), deutsche Steyler Missionsschwester und Märtyrin
- Erich Bürger (Gitarrist) (1902–1994), deutscher Gitarrist und Musikpädagoge
- Erich Bürger (Informatiker) (* 1928), deutscher Informatiker und Hochschullehrer
- Erna Bürger (1909–1958), deutsche Gerätturnerin
- Ernst Bürger (* 1928), deutscher Schriftsteller und Drehbuchautor
- Ernst Bürger, politischer Beamter
- Eva Wenzel-Bürger (1932–2025), deutsche Illustratorin
- Evelin Bürger (* 1952), deutsche Autorin

### F
- Ferdinand Bürger (1804–1870), deutscher Politiker
- František Bürger-Bartoš (1898–1964), tschechoslowakischer General und Widerstandskämpfer
- Friedrich Bürger (1777–1816), Pseudonym des Offiziers und Herausgebers Friedrich von Sengespeik
- Friedrich Bürger (1880–1962), Pseudonym des deutschen Dichters Friedrich Erdmannsdorffer
- Friedrich Bürger (1899–1972), deutscher Politiker (NSDAP) und SA-Standartenführer
- Fritz Bürger (1888–1971), deutscher Bildhauer und Maler

### G
- Gregor Bürger (* 1976), deutscher Saxophonist und Jazzmusiker
- Gottfried August Bürger (1747–1794), deutscher Dichter

### H
- Hans Bürger (Moderator) (* 1962), österreichischer Journalist und Fernsehmoderator
- Hans Bürger-Prinz (1897–1976), deutscher Psychiater
- Hans-Georg Bürger (1952–1980), deutscher Automobilrennfahrer
- Hans-Jürgen Bürger (1937–2001), deutscher Tiermediziner, Parasitologe und Hochschullehrer
- Heinrich Bürger (1804/1806–1858), deutscher Naturforscher in Japan
- Heinrich Bürger (Gewerkschafter) (1867–1910), deutscher Gewerkschafter und Gründungsvorsitzender des Verbandes der Eisenbahner Deutschlands
- Heinz-Bernd Bürger (* 1966), deutscher Langstreckenläufer
- Henning Bürger (* 1969), deutscher Fußballspieler
- Hermann Bürger (1877–1960), deutscher Maler und Kopist

### J
- Jan Bürger (Schriftsteller) (* 1968), deutscher Schriftsteller, Journalist und Literaturwissenschaftler
- Jan-David Bürger (* 1993), deutscher Schauspieler
- Joachim H. Bürger (* 1948), deutscher Werbefachmann
- Johannes Bürger (1860–1915), deutscher Apotheker und Unternehmer
- John Joseph Buerger (1870–1951), US-amerikanischer Ruderer
- Julius Bürger (1897–1995), österreichisch-amerikanischer Komponist, Pianist und Dirigent

### K
- Karl Bürger (Philologe) (1866–1936), deutscher Klassischer Philologe
- Karl-Heinz Bürger (1904–1988), deutscher SS-Oberführer
- Klaus Bürger (Philologe) (1938–2010), deutscher Philologe und Historiker
- Klaus Bürger (Politiker) (1941–2007), deutscher Landespolitiker (Bremen, CDU)
- Kurt Bürger (Politiker) (1894–1951), deutscher Politiker (KPD, SED)
- Kurt Bürger (Agrarwissenschaftler) (1899–1991), deutscher Futterpflanzenzüchter

### L
- Leo Buerger (1879–1943), US-amerikanischer Pathologe, Chirurg und Urologe
- Leon Bürger (* 1999), deutscher Fußballspieler
- Lina Bürger (* 1995), deutsche Fußballspielerin
- Ludwig Bürger (1844–1898), deutscher Förster und Urgeschichtsforscher

### M
- Martha Schneider-Bürger (1903–2001), deutsche Ingenieurin
- Martin J. Buerger (1903–1986), US-amerikanischer Kristallograph
- Max Bürger (Sänger) (1854–1902), deutscher Sänger (Tenor)
- Max Bürger (Mediziner) (1885–1966), deutscher Internist und Gerontologe
- Michael Bürger (1686–1726), deutsch-baltischer Mediziner

### O
- Otto Bürger (1865–1945), deutscher Zoologe, Wirtschaftsgeograf und Hochschullehrer (Universität Santiago/Chile)

### P
- Patrick Bürger (* 1987), österreichischer Fußballspieler
- Peter Bürger (Bildhauer) (1880–1955), deutscher Bildhauer
- Peter Bürger (Literaturwissenschaftler) (1936–2017), deutscher Literaturwissenschaftler
- Peter Bürger (Publizist) (* 1961), deutscher Publizist und Mundartforscher

### R
- Robert Bürger (1914–1992), deutscher Offizier
- Rudolf Bürger (1908–1980), rumänischer Fußballspieler

### S
- Stefan Bürger (* 1970), deutscher Kunsthistoriker
- Stephanie Bürger (* 1982), deutsche Filmregisseurin und Journalistin

### T
- Thomas Bürger (* 1953), deutscher Bibliothekar

### U
- Ursula Bürger, deutsche Radrennfahrerin

### W
- Walter Bürger (1877–1967), deutscher Jurist und Reichsbahndirektor
- Wenzel Bürger (1869–1946), deutscher Architekt
- Wilhelm Bürger, deutscher Verkaufsvertreter für Textilien in Mannheim und ein Gerechter unter den Völkern
- Wilhelm Anton Bürger (1832–1875), deutscher Sänger
- Willi Bürger (Politiker, 1901) (1901–1981), deutscher Politiker (SPD), MdL Nordrhein-Westfalen
- Willi Bürger (Politiker, 1907) (1907–1988), deutscher Politiker (KPD), MdL Nordrhein-Westfalen
- Wolfgang Bürger (1931–2022), deutscher Physiker